# Baó
Baó (['bow], ['baw], són formes contemporànies evolucionades, amb desplaçament d'accent, d'un antic [bə'u]); en francès Baho), és una comuna de 3.203 habitants de la comarca del Rosselló, a la Catalunya del Nord.
La dita diu: "A Baó, cacen la llúdria amb el podall" i "En voleu pas, fa?" (diuen que durant els àpats passen els plats dient això).

## Toponímia
Tal com estableix Joan Coromines en el seu Onomasticon Cataloniae, Baó, i Bao, prové d'un nom propi germànic, Baso o Bado amb l'arrel BAS/BAZ (II: 337-8), documentat al segle x llatinitzat com a Baso, Basonem i Bazone. Per tant, per raons etimològiques, estrictament, la forma del topònim hauria de ser la de Baó, atès que les formes romàniques són derivades de l'acusatiu llatí (Basonem), que té com a resultat el fet de recaure en la -o- la síl·laba tònica.
Es documenta antigament en les formes de Basone(m), Bazo, Baso (per Basó), Basoni, i en el Repertori toponímic de Pere Ponsich (1980, 27).
Bason (1132), Basone (843), Bason (1173).
La lingüista Renada Laura Portet, en canvi, sosté la grafia Bao sense accent, el mateix feia l'IEC en el Nomenclàtor toponímic de Catalunya del Nord. Aquesta forma reflecteix més bé la pronúncia popular actual, en la qual es dona un desplaçament d'accent cap a la forma plana del mot (tonicitat en la -a-); aquest desplaçament d'accent està també justificat per Joan Coromines. Cal dir que aquesta forma sense accent és l'actualment preferida per certs baotencs, particularment en les institucions culturals catalanistes del municipi.
D'altra banda, Joan Becat recomana la forma accentuada en el seu Atles Toponímic de Catalunya Nord, obra ara per ara definitiva sobre la toponímia nord-catalana. Joan Becat és membre de l'IEC i la seva obra rep l'aval de la Universitat de Perpinyà. Com a conclusió, es pot considerar la forma accentuada, Baó, de caràcter més acadèmic, i la forma sense accentuar, Bao, de caràcter més popular. Totes dues formes, així doncs, es poden considerar vàlides, admissibles i equivalents.

## Geografia

Situació de la comuna de Baó en el Rosselló

### Localització i característiques generals del terme
El terme comunal de Baó, de 79.000 hectàrees d'extensió, s'estén a la riba esquerra de la Tet, dins de la subcomarca del Riberal. És un terme bàsicament pla, però situat en un lleuger coster: el punt més baix és a la riba de la Tet, on es troba a l'entorn dels 45 m alt, mentre que al nord del terme comunal s'arriba als 80, a les partides de la Garona i dels Pinyers.
Aquest terme està format per tres terrasses: una, la més baixa, a la vora de la Tet, conté la zona on hi havia els meandres del riu, amb algunes zones hortives i una important pedrera d'aprofitament del material sedimentari de la Tet allí dipositat; un xic més al nord, la segona terrassa, del quaternari més recent, que conté el poble i la zona amb plantacions d'arbres fruiters. Més de la meitat nord del terme està format per una tercera terrassa, del quaternari mitjà, de terra aspra -de fet, al Rosselló s'anomena l'aspre a aquest tipus de sòl, on es troben les vinyes, que donen poca producció, però de qualitat excel·lent. Si no fos per les vinyes, aquesta terra només fora apta per a una vegetació de garrigues.
El límit meridional de la comuna de Bao està format del tot pel curs de ala Tet; l'oriental, en el sector sud és arbitrari, mentre que en el nord segueix el Rec del Viver en un petit tram, i torna a ser arbitrari a la zona nord-est del terme un altre tram per, tot seguit, seguir el Còrrec de la Bola un bon tros, i tornar a ser de caràcter arbitrari (sense seguir cap accident natural) fins a l'angle nord-est del terme. El termenal nord és del tot arbitrari, mentre que l'occidental tampoc no segueix cap accident natural fins que, a la meitat meridional, segueix el Rec del Manadell quasi fins al seu desembocament en la Tet: en el darrer tram, el rec abandona el termenal per entrar totalment en terme de Bao.
Termes municipals limítrofs:
|                       | Baixàs   |                          |
| Vilanova de la Ribera |          | Sant Esteve del Monestir |
|                       | El Soler | Perpinyà                 |

### El poble de Baó

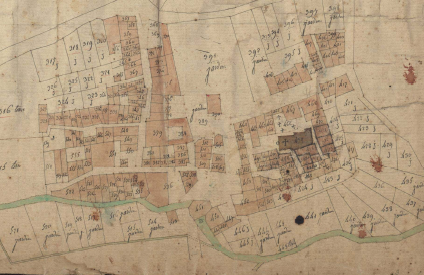
Baó en el Cadastre napoleònic del 1812 (Arxius Departamentals dels Pirineus Orientals)

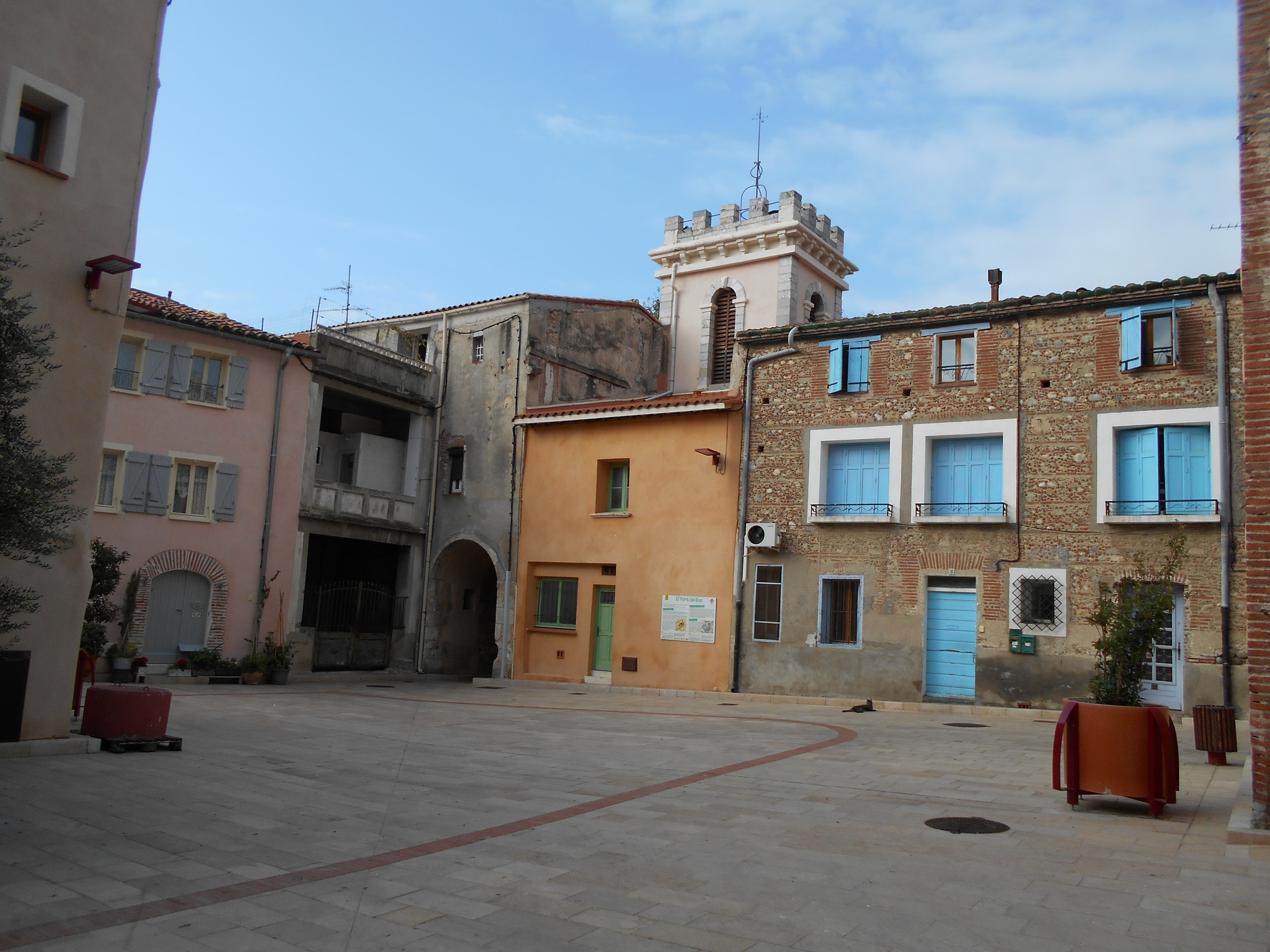
Plaça de la cellera de Baó. Al mig de l'espai, el lloc que ocupaven les cases enderrocades recentment

L'origen del poble de Bao o Baó es troba en la cellera constituïda a l'entorn de l'església parroquial de Sant Vicenç i del seu cementiri, posteriorment emmurallada i fortificada (el carrer que l'envoltava encara rep el nom de Carrer del Vall). Tenia dues úniques portes d'accés, de les quals només subsisteix la de l'oest; la nord desaparegué, com la muralla que l'acompanyava, en construir la Casa de la Vila. Aquesta cellera es mantenia intacta fins recentment, quan en una lamentable decisió municipal se'n destruí una part per donar pas a una plaça.

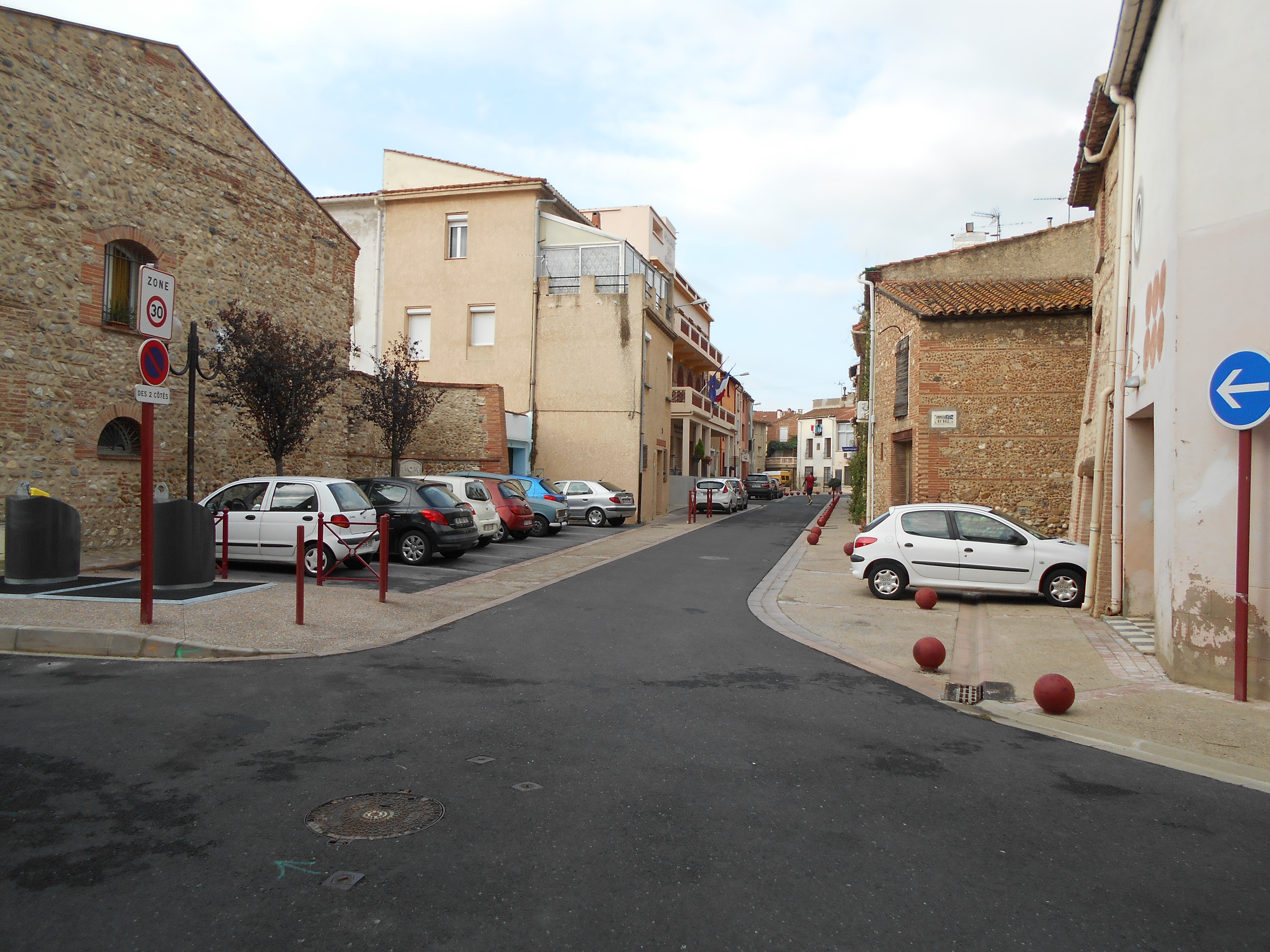
Carrer del Vall de Baó, amb la Casa de la Vila

Al segle xii el Monestir de Cuixà sol·licità l'emmurallament del poble, cosa que fou concedida per Alfons el Cast el 1173. Es conserven restes d'aquest recinte murallat.
El poble de Baó actual conserva la part medieval quasi al centre del nucli urbà actual, però s'ha expandit notablement en totes direccions, principalment cap al nord.

### Els masos del terme
Les construccions aïllades del terme baotenc són les següents: el Casot d'en Trilles, la Fàbrica de Formigó, la Fàbrica Guiraud, el Mas Basset, abans Barata, el Mas dels Pastres, abans Cortal Bonet, el Mas d'en Serrat, o de l'Hospital, abans Mas Saisset, el Mas d'en Balmes, el Mas Cremat, o de n'Astros, el Mas d'en Pau, el Mas d'en Poncet, el Mas d'en Sarmet, el Mas d'en Trilles, el Mas Frigola, avui dia Casa Casals, el Mas Lavall, o de Santa Eugènia, el Mas Porta, el Mas Soucas, el Molí, o Molí de Baó, l'Oratori del Rosari, la Torre de Comunicacions i l'antiga cooperativa de la Vilbau. Algunes són ja destruïdes, com el Mas Alart. Algunes edificacions abans aïllades ja han estat absorbides pel creixement urbà, com el Cementiri Nou i el calvari anomenat el Crist. Fem esment a part del Pont del Rec de Vernet, abans Pas del Rec de Vernet (abans era un passallís, o gual, i ara és un pont).

### Hidrografia
El poble disposa d'una important xarxa de canals de reg, com l'Agulla de la Devesa, l'Agulla de la Llisereta Nalta, o de la Petita Rescloseta, l'Agulla de la Plaça, l'Agulla de la Ruta, l'Agulla de la Sang, l'Agulla del Camp dels Clots, l'Agulla del Cementeri, l'Agulla de les Eres, l'Agulla del Mas Saisset, o de la Ribereta, l'Agulla del Pla, l'Agulla dels Closals, l'Agulla de l'Ull d'en Saisset, l'Agulla o Rec del Viver, sovint anomenada simplement el Viver, l'Agulla del Pas del Veguer, la Bassa, o Agulla de la Bassa, d'irrigació i de drenatge, l'Escorriment de l'Agulla del Viver, l'Escorriment del Rec de Baó, el Rec de Baó, o del Molí de Baó, o Agulla Cabdal, el Rec del Vernet i Pià, l'Ulla de la Mola, o simplement la Mola, l'Ull de la Rescloseta, o la Llisereta Nalta, l'Ull de la Rescloseta d'en Saisset, o la Llisereta Baixa, o d'en Bosquet, l'Ull de les Rotes, l'Ull del Camí de Toluges, o del Pas del Vernet, i l'Ull d'en Saisset. Alguns són noms ja en desús, antics: l'Agulla de la Magdalena i l'Agulla del Canyer.
Els cursos d'aigua fora d'aquesta xarxa són la Tet, el torrent anomenat Agulla de Blanes (nom antic, torrent ja perdut), la Bola, o la Bola Gran, la Bola Petita, el Canal o Rec del Menadell (en realitat un torrent), el Còrrec de la Mosca i el Còrrec de la Bola.
Baó té algunes fonts destacades, com la Font de la Plaça, la del Capellà, la del Porquer o Porqueter, la de l'Ull, la d'en Barral, la d'en Blanic, la d'en Llanes i la de Santa Llúcia. Finalment, cal destacar dos guals, en aquest terme: el Pas del Veguer i el de Tiraculs.

### Orografia
En un territori pla com el de Baó, pocs topònims indiquen relleu: els Clots; Coma Labrega; el Pla, o Pla de Baó, el Pla de la Garriga, el Pla de les Forques i el Pla de l'Home Mort. En el terme de Baó mmo hi ha cap serra ni muntanya, i l'únic relleu està marcat pel decurs sinuós dels còrrecs, com el de la Mosca.

### El terme comunal
Les partides o indrets destacats del terme de Baó són les següents: l'Agulla de la Sang, les Alzines d'en Carles, la Bassa, la Bola, el Bosc, el Camí de Baixàs, el Camí de la Pedrera, el Camí de la Torre, el Camí del Molí de Santa Anna, el Camí de Vilanova, el Camp de la Carrerada, el Camp de la Plançonada, el Camp de la Tallada, el Camp del Bascó, el Camp de l'Eixau, el Camp de les Parets, el Camp de l'Obra, abans Bassa de l'Obra, el Camp o Pla de l'Om, el Camp del Pla (dos de diferents), el Camp dels Clots, el Camp del Viver, el Camp Llarg, el Cantaire, el Canyar, la Carrerada, la Carretera de la Garriga, la Carretera d'en Vassall, el Cau de la Guilla, abans de les Guilles, el Clavell, els Closals, o Camp dels Closals, els Clots, la Colomina del Cavaller, la Colomina de l'Era, la Colomina del Llotí, o del Llantí, la Colomina del Rector, la Colomina d'en Bonet, la Colomina d'en Ruta, el Còrrec de la Mosca, les Costes, o la Costa de la Garriga, la Cotiva, les Dames, abans la Dama, la Devesa, Entre els còrrecs, o els Còrrecs, les Eres, la Falaise, la Font del Porquer, abans la Colomina del Porquer, o la Colomina Gran, Santa Llúcia, o la Font de Santa Llúcia, la Fossa, el Fumaràs, la Garriga, o Frigols, la Garrona, l'Hort de les Eres, els Horts, o el Camps dels Horts, els Horts dels Pardals, l'Hospital, o Camp de l'Hospital, el Llotí, el Mas d'en Poncet, el Mas d'en Sarmet, el Mas d'en Trilles, el Pas del Veguer, els Pedreguets, la Pedrera, o Gautrier, el Petit Viver, Pillaire, els Pinyers, el Rec del Vernet, la Rescloseta, el Riberal, la Salzeda, o Salzereda, o Camp dels Salzes, Sant Vicenç, o Camp de Sant Vicenç, el Timosar, Tiraculs, la Vernosa i el Viver.
Alguns són noms antics, ja en desús: l'Aspre de la Rectoria, la Blanqueta d'en Julià, el Bosc, el Bosc del Veguer, el Camí de Calce, el Camí de Sant Esteve, el Camp de la Canateira, el Camp de la Canavera, el Camp de la Costa, el Camp de la Devesa, el Camp de la Favera, el Camp de la Figuera (dos de diferents), el Camp de la Garriga, el Camp de l'Alminada, el Camp de la Llongaina, el Camp de la Mamort, el Camp de la Mitjaire, el Camp de la Mata, el Camp de l'Asseguda, el Camp del Bosc, el Camp del Benefici (dos de diferents), el Camp de les Amoreres, el Camp de les Fonts, el Camp del Mallol, o Mallol de l'Hospital, el Camp del Martell (dos de diferents), el Camp del Mas, el Camp del Molí (dos de diferents), el Camp del Morell, el Camp del Noguer, el Camp de l'Oliva, el Camp del Prat, el Camp del Rec del Vernet, el Camp del Rector, a la Sonsorra, el Camp dels Albres, el Camp dels Alous, el Camp dels Cotius, el Camp dels Noguers, el Camp del Tamariu, el Camp de Madama, el Camp de Mestre Lluís, el Camp d'en Barral, el Camp d'en Bertot, el Camp d'en Galtà, el Camp d'en Gracia, el Camp d'en Padilla, el Camp d'en Pontic, el Camp d'en Ribes, el Camp d'en Talau, el Camp d'en Vestuts, el Camp d'en Xoxim, el Camp de Sus el Mallol de l'Hospital, el Campet, el Camp Gran, el Camp Petit del Pla, la Colomera, la Colomina (dues de diferents), la Colomina de la Costa, la Colomina del Bosc del Noguer, la Colomina del Conte, la Colomina del Ponill, Coma Labrega, el Corredor, el Cotiu, el Cotiu de la Dama, el Cotiu dels Pinyers, els Cotius, la Cuatxa, les Cuatxes, Dejús el Palau Blanc, l'Estasia, o el Prat de l'Estasia, la Feixa, la Ferreria, o Camp de la Ferreria, el Fornàs, Gallí, o Camp d'en Gallí, la Garriga, la Garriga del Salvier, la Garriga dels Clots, la Garriga dels Oms, la Graciana, el Grapissar, l'Hort del Viver, l'Hort de Santa Llúcia, l'Hortell, les Llaques, el Mallol (dos de diferents), el Mallol de la Bula, el Mallol de la Costa, el Mallol de les Alzines, el Mallol del Mas, el Mallol del Pla, el Mallol dels Olius, el Mallol d'en Xoixim, el Mallol de Sus la Colomina, el Mas d'en d'Astros, la Mitja Aiminada, la Mollera, el Moscatar, el Murterar, o Murtrerar, el Murterar (diferent de l'anterior), l'Oliveda de la Bula, l'Oliveda del Mas, el Pas de la Bola, Prop la Vinya dels Cans, Prop el Mas Sarmet, la Sonsorra, o la Solsona, o Camp de la Solsona, les Tres Rues, la Vinya del Rector i la Vinya dels Cans.
Alguns topònims són per als senyals termenals: el Piló del Camí de Calce, el Piló Roig.

#### El Cadastre napoleònic
En el Cadastre napoleònic del 1812, Baó apareix dividit en dues seccions, que reben el nom d'A i B, sense topònim distintiu. L'A representa aproximadament la meitat est del terme, mentre que la B, l'oest, amb el poble en el seu interior. Són uns mapes cadastrals extraordinàriament ben detallats i complets... però sense topònims. Només hi consten els noms dels masos: Mas Frigola, Mas d'Antoni Frigola, la Granja Bonet i Batlle, a més d'altres sense el nom inscrit.

## Transports i comunicacions

### Carreteres
Travessen el terme de Baó fins a cinc carreteres. D'una banda, la carretera D - 1 (Estagell - D - 117, a Perpinyà), que uneix les poblacions d'Estagell (a 16,5 quilòmetres), Pesillà de la Ribera (a 5,3), Vilanova de la Ribera (a 4,4) i Baó. Cap a llevant continua cap a Sant Esteve del Monestir, per després passar ran dels polígons industrials i comercials i abocar-se en la D - 117 en el terme de Perpinyà.
La D - 616 (D - 614, a Vilanova de la Ribera - D - 900 i D - 900a, a Perpinyà), que travessa el terme de Baó d'oest a est fent un arc al nord i nord-est de Baó, i no porta a cap població en concret, sinó que forma part de la xarxa d'autovies i carreteres de primer ordre de la conurbació perpinyanesa.
La D - 616a, variant de l'anterior (D - 1/D -616, a Baó - D - 916, a Perpinyà), que uneix Baó amb tota la xarxa viària de la conurbació oest de Perpinyà.
També hi ha una carretera local, sense nomenclatura departamental que relliga Baó, d'on surt cap al nord-oest, amb la D - 614, a Vilanova de la Ribera.

### Transport públic col·lectiu
Baó està inclòs en la línia 17 de la Compagnie de Transports Perpignan Méditerranée, Pesillà de la Ribera - Sant Feliu d'Avall, que uneix Pesillà de la Ribera, Vilanova de la Ribera, Baó, Sant Esteve del Monestir, Perpinyà (en un llarg recorregut que travessa la ciutat amb moltes parades), el Soler i Sant Feliu d'Avall. Passen per aquesta població fins a 14 serveis diaris, 5 que fan el recorregut sencer, i 9 més que surten de Sant Esteve del Monestir (per tant, Baó en queda exclòs), en aquesta direcció, i fins a 16 (8 només fins a Sant Esteve del Monestir) en la direcció inversa. Els diumenges i dies de festa només hi ha 4 serveis de Pesillà de la Ribera a Sant Feliu d'Avall, i 4 més a la inversa, 3 dels quals acaben el seu recorregut a Sant Esteve del Monestir.

### Els camins del terme
Els camins que comuniquen Baó amb els pobles dels entorns són: el Camí de Baixàs, el de Calce a Perpinyà (nom ja en desús), el de la Pedrera, abans, de Calce, el de la Torre, o de la Torre a Perpinyà, el de Pesillà, el de Santa Llúcia, abans de Sant Esteve, el de Toluges, abans Camí de la Ribera, el de Vilanova, la Carrerada, la Ruta de Baixàs, la Ruta de Pesillà, abans Camí de la Torre, i la Travessa del Pla, o Camí de Baó a la Torre. D'altra banda, tot de camins tenen el seu recorregut a l'interior del terme baotenc: Camí de la Devesa, abans, del Riberal, Camí, abans carretera, de la Garriga, el Camí del Bosc, el Camí del Mas de n'Astros, o de les Dames de Calce, o de la Garriga, el Camí del Mas d'en Trilles, el Camí del Molí de Santa Anna, el Camí del Revires, el del Riberal i el dels Pinyers.

## Activitats econòmiques
L'agricultura continua essent la base de l'activitat econòmica del poble, tot i que el fet de ser un poble de la conurbació de Perpinyà hi ha fet créixer l'ús residencial i, com a derivat, un sector de serveix cada cop més ample. El conreu de la vinya ocupa més del 60% de les terres de conreu del terme, i s'hi produeixen principalment vins de qualitat, dins de les denominacions d'origen Moscat de Ribesaltes i Costers del Rosselló Vilatge. En segon lloc es troben els arbres fruiters (albercoquers en disminució i presseguers en augment), i en tercer l'horta, potenciada per la xarxa d'irrigació existent. La indústria de més importància és la de formigó de prop de la Tet, que treu el material de la mateixa terrassa de dipòsits sedimentaris del riu.

## Història
El lloc de Baó, o Bao, és documentat des del 843, en un judici tingut a Sant Esteve del Monestir presidit pel comte Sunyer I de Rosselló, on es reconegué a Ravella, vídua de Protasi, la possessió d'aquest lloc. Protasi i Ravella foren, segurament, els pares de Protasi, fundador i primer abat de Cuixà el 879. El 901 fou l'antic vescomte de Narbona, Leudoví, destituït precisament el 879, qui deixava el territori de Baó als seus fills Adelaida i Ramon, però poc més tard la vídua de Leudoví, Arsenda, casada en segones noces amb Guitard, es va veure obligada a alienar el territori de Baó per tal de pagar les conseqüències d'una condemna infligida a Guitard. Per això, Baó va passar a mans de Durand i Guinedilla, els quals el 976 vengueren el poble i els seus territoris al comte de Cerdanya i Besalú Oliba Cabreta, el qual el 15 de febrer del 988 cedia els seus drets a Baó al monestir de Cuixà. Aquest monestir en tingué la senyoria fins a la fi de l'Antic règim.

## Demografia

### Demografia antiga
La població està expressada en nombre de focs (f) o d'habitants (h)
| Evolució demogràfica de Baó entre 1365 i 1790 | Evolució demogràfica de Baó entre 1365 i 1790 | Evolució demogràfica de Baó entre 1365 i 1790 | Evolució demogràfica de Baó entre 1365 i 1790 | Evolució demogràfica de Baó entre 1365 i 1790 | Evolució demogràfica de Baó entre 1365 i 1790 | Evolució demogràfica de Baó entre 1365 i 1790 | Evolució demogràfica de Baó entre 1365 i 1790 | Evolució demogràfica de Baó entre 1365 i 1790 | Evolució demogràfica de Baó entre 1365 i 1790 | Evolució demogràfica de Baó entre 1365 i 1790 | Evolució demogràfica de Baó entre 1365 i 1790 | Evolució demogràfica de Baó entre 1365 i 1790 | Evolució demogràfica de Baó entre 1365 i 1790 | Evolució demogràfica de Baó entre 1365 i 1790 | Evolució demogràfica de Baó entre 1365 i 1790 |
| 1358                                          | 1365                                          | 1378                                          | 1424                                          | 1470                                          | 1515                                          | 1553                                          | 1643                                          | 1709                                          | 1720                                          | 1730                                          | 1755                                          | 1767                                          | 1774                                          | 1789                                          | 1790                                          |
| --------------------------------------------- | --------------------------------------------- | --------------------------------------------- | --------------------------------------------- | --------------------------------------------- | --------------------------------------------- | --------------------------------------------- | --------------------------------------------- | --------------------------------------------- | --------------------------------------------- | --------------------------------------------- | --------------------------------------------- | --------------------------------------------- | --------------------------------------------- | --------------------------------------------- | --------------------------------------------- |
| 32 f                                          | 27 f                                          | 15 f                                          | 12 f                                          | 11 f                                          | 9 f                                           | 7 f                                           | 32 f                                          | 53 f                                          | 75 f                                          | 75 f                                          | 87 f                                          | 365 h                                         | 75 f                                          | 96 f                                          | 180 h                                         |

Font: Pélissier 1986

### Demografia contemporània
| Evolució de la població |      |      |      |      |      |      |      |      |
| 1793                    | 1800 | 1806 | 1821 | 1831 | 1836 | 1841 | 1846 | 1851 |
| 456                     | 474  | 515  | 589  | 684  | 716  | 801  | 831  | 799  |

| 1856 | 1861 | 1866 | 1872 | 1876 | 1881 | 1886 | 1891 | 1896 |
| ---- | ---- | ---- | ---- | ---- | ---- | ---- | ---- | ---- |
| 787  | 730  | 796  | 790  | 808  | 801  | 758  | 735  | 723  |

| 1901 | 1906 | 1911 | 1921 | 1926 | 1931 | 1936 | 1946 | 1954 |
| ---- | ---- | ---- | ---- | ---- | ---- | ---- | ---- | ---- |
| 782  | 755  | 734  | 671  | 616  | 669  | 658  | 655  | 696  |

| 1962 | 1968  | 1975  | 1982  | 1990  | 1999  | 2006  | 2008  | 2011  |
| ---- | ----- | ----- | ----- | ----- | ----- | ----- | ----- | ----- |
| 787  | 1.068 | 1.449 | 1.672 | 2.027 | 2.490 | 2.874 | 2.951 | 3.252 |

| 2013  |
| ----- |
| 3.203 |

Fonts: Ldh/EHESS/Cassini fins al 1999, després INSEE a partir deL 2004

### Evolució de la població

Població 1962-2008

## Administració i política

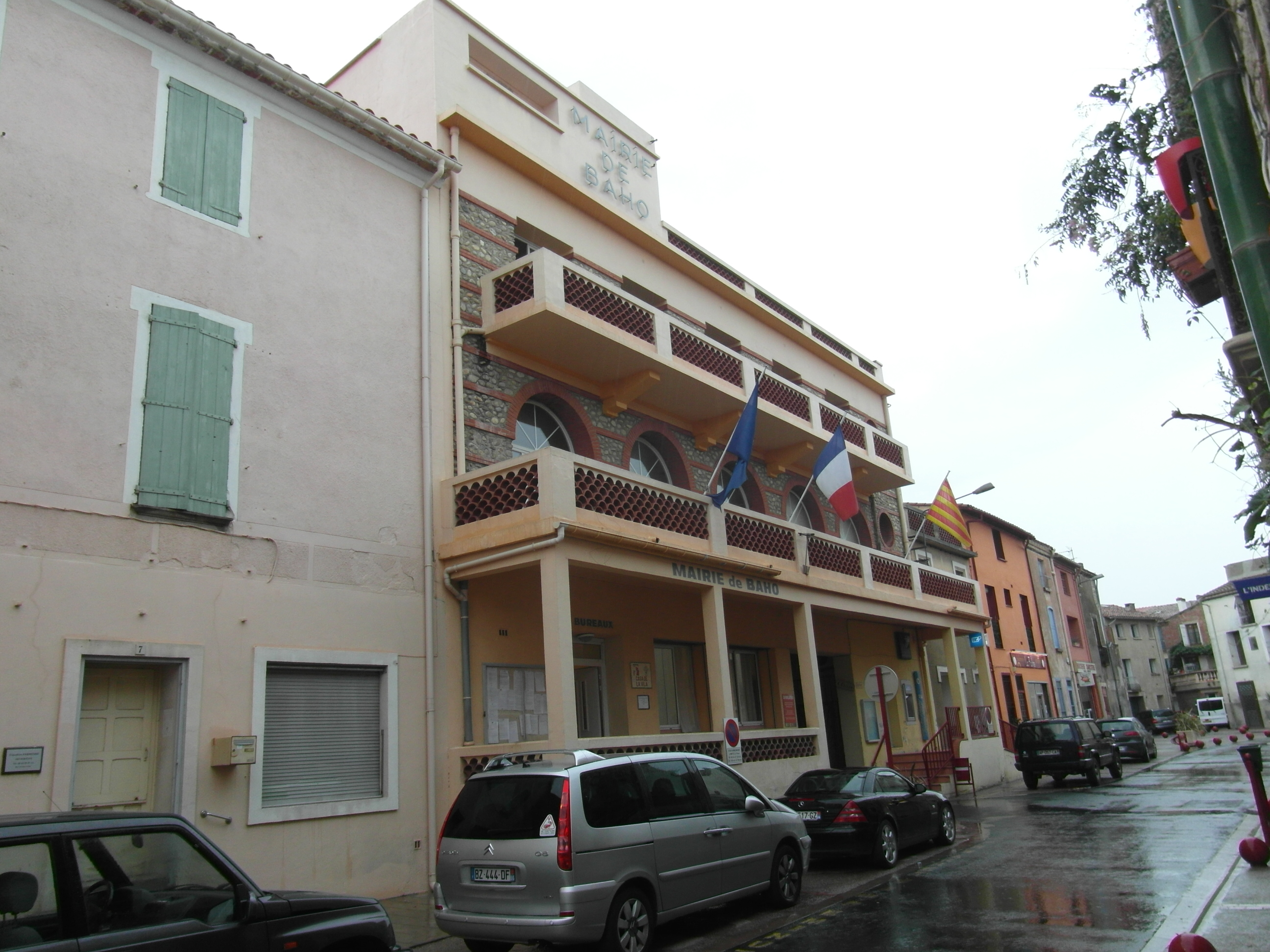
La Casa del Comú de Baó

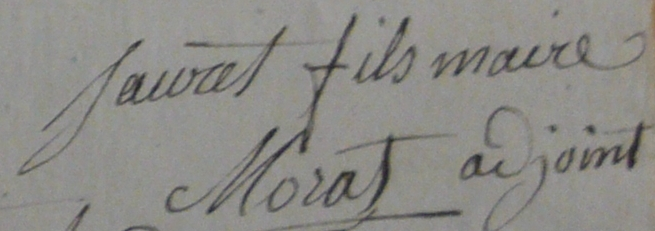
Signatura dels alcaldes François Sauret fill i Antoine Morat el 1815.

### Batlles[14]
| Període                       | Nom                  | Opció política | Comentaris |
| ----------------------------- | -------------------- | -------------- | ---------- |
| 1793 - 1795                   | Joseph Morat         |                |            |
| 1795 - 1797                   | Vincent Bonet        |                |            |
| 1797 - 1800                   | François Bye         |                |            |
| 1800 - 1809                   | Pierre Belloch       |                |            |
| 1809 - 1815                   | Antoine Morat        |                |            |
| 1815 - ?                      | François Sauret fill |                |            |
| ? - 1821                      | Charles Ey           |                |            |
| 1821 - 1826                   | Michel Arnaud        |                |            |
| 1826 - 1830                   | Barthélémy Bucho     |                |            |
| 1830 - 1831                   | François Sauret      |                |            |
| 1831 - 1835                   | Augustin Joue        |                |            |
| 1835 - 1846                   | Barthélémy Bucho     |                |            |
| 1846 - 1848                   | Pierre Saisset       |                |            |
| 1848 - 1848                   | Pierre Blanc, fill   |                |            |
| 1848 - 1854                   | Fidèle Sarmet        |                |            |
| 1854 - 1860                   | Gaudérique Bye       |                |            |
| 1860 - 1864                   | Barthélémy Bucho     |                |            |
| 1864 - 1868                   | Michel Bes           |                |            |
| 1868 - 1870                   | Fidèle Sarmet        |                |            |
| 1870 - 1874                   | Joseph Morat-Belloch |                |            |
| 1874 - 1876                   | Fidèle Sarmet        |                |            |
| 1876 - 1876                   | Joseph Astruc        |                |            |
| 1876 - 1877                   | Joseph Morat-Belloch |                |            |
| 1877 - 1878                   | Barthélémy Bucho     |                |            |
| 1878 - 1878                   | Joseph Astruc        |                |            |
| 1878 - 1889                   | Étienne Morat        |                |            |
| 1889 - 1896                   | Pierre Astruc-Morat  |                |            |
| 1896 - 1912                   | Étienne Morat        |                |            |
| 1912 - 1919                   | Sébastien Dedies     |                |            |
| 1919 - 1925                   | Germain Sarmet       |                |            |
| 1925 - 1944                   | Antoine Garrigue     |                |            |
| 1944 - 1945                   | Joseph Tigneres      |                |            |
| 1945 - 1956                   | Antoine Garrigue     |                |            |
| 1956 - 1967                   | Albert Garrigue      |                |            |
| 1967 - Març del 1983          | Joseph Jouary        |                |            |
| Març del 1983 - Març del 2008 | Guy Casadevall       |                |            |
| Març del 2008 - Moment actual | Patrick Got          |                |            |

### Legislatura 2014 - 2020

#### Batlle
- Patrick Got.

#### Adjunts al batlle
- 1r: André Gonzalez, encarregat d'Associacions, Festes i Cerimònies i Joventut
- 2a: Jeanne Ouros, encarregada de Finances i Afers escolars
- 3r: Gérard Solé, encarregat d'Urbanisme, Entorn i Quadre de vida
- 4t: Bruno Anien, encarregat d'Obres i Seguretat
- 5a: Catalina Beriot, encarregada de CCAS, Comunicació i Cultura.

#### Consellers municipals
- Hervé Abribat
- Stéphanie Forcada
- Roger Ducassy
- Julien Forichon
- Magalí Giner
- Paul Grand
- Agnès Grifoll
- Jean Maurice Ibanez
- Magalí Mingat
- Olivia Noyé
- Marine Puigblanque Monich
- Alain Serrat
- Christine Tignol
- Stéphan Gybely
- André Tigneres
- Véronique Agouillo
- Virginie Santiago.

### Adscripció cantonal

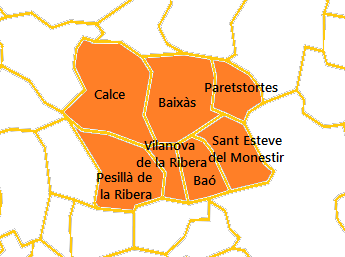
Mapa del Cantó del Riberal

A les eleccions cantonals del 2015 el poble de Baó ha estat inclòs al Cantó del Riberal, juntament amb Baixàs, Calce, Paretstortes, Pesillà de la Ribera i Vilanova de la Ribera, amb capitalitat al poble de Sant Esteve del Monestir (nou agrupament de comunes fruit de la reestructuració cantonal feta en saó de les eleccions cantonals i departamentals del 2015). Són consellers per aquest cantó Nathalie Piqué, adjunta al batlle de Pesillà de la Ribera, i Robert Vila, batlle de Sant Esteve del Monestir, tots dos de la Unió de Dreta.

## Ensenyament i Cultura

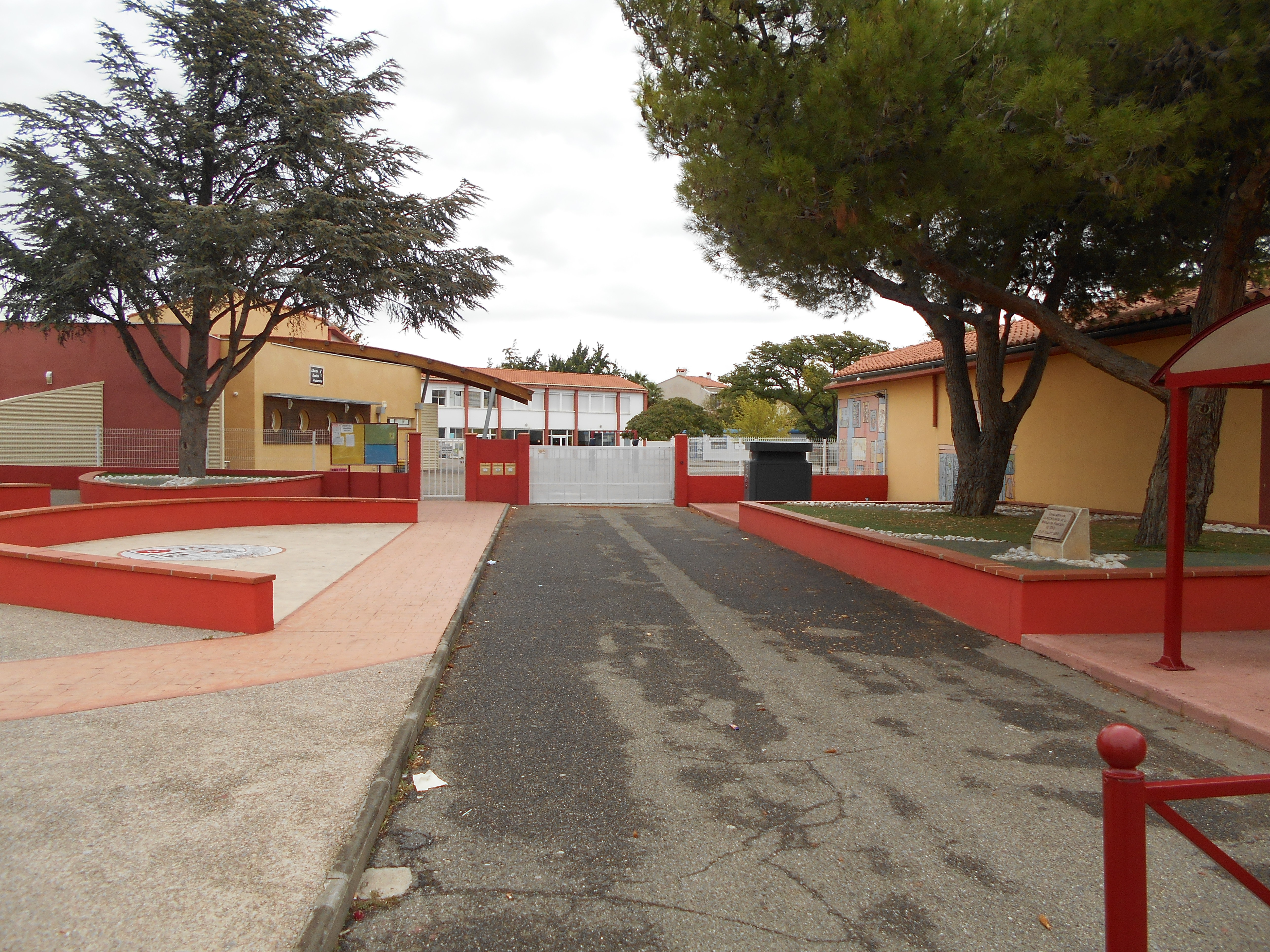
Escola primària pública de Baó

Baó disposa d'una escola maternal i d'una altra de primària o elemental, englobades en el mateix recinte escolar, tot i que amb dos accessos diferenciats. Per als estudis de secundària, els baotencs han d'anar als col·legis de Perpinyà, Sant Esteve del Monestir, el Soler o Toluges, i per al batxillerat, als liceus de Perpinyà.

### Activitats culturals

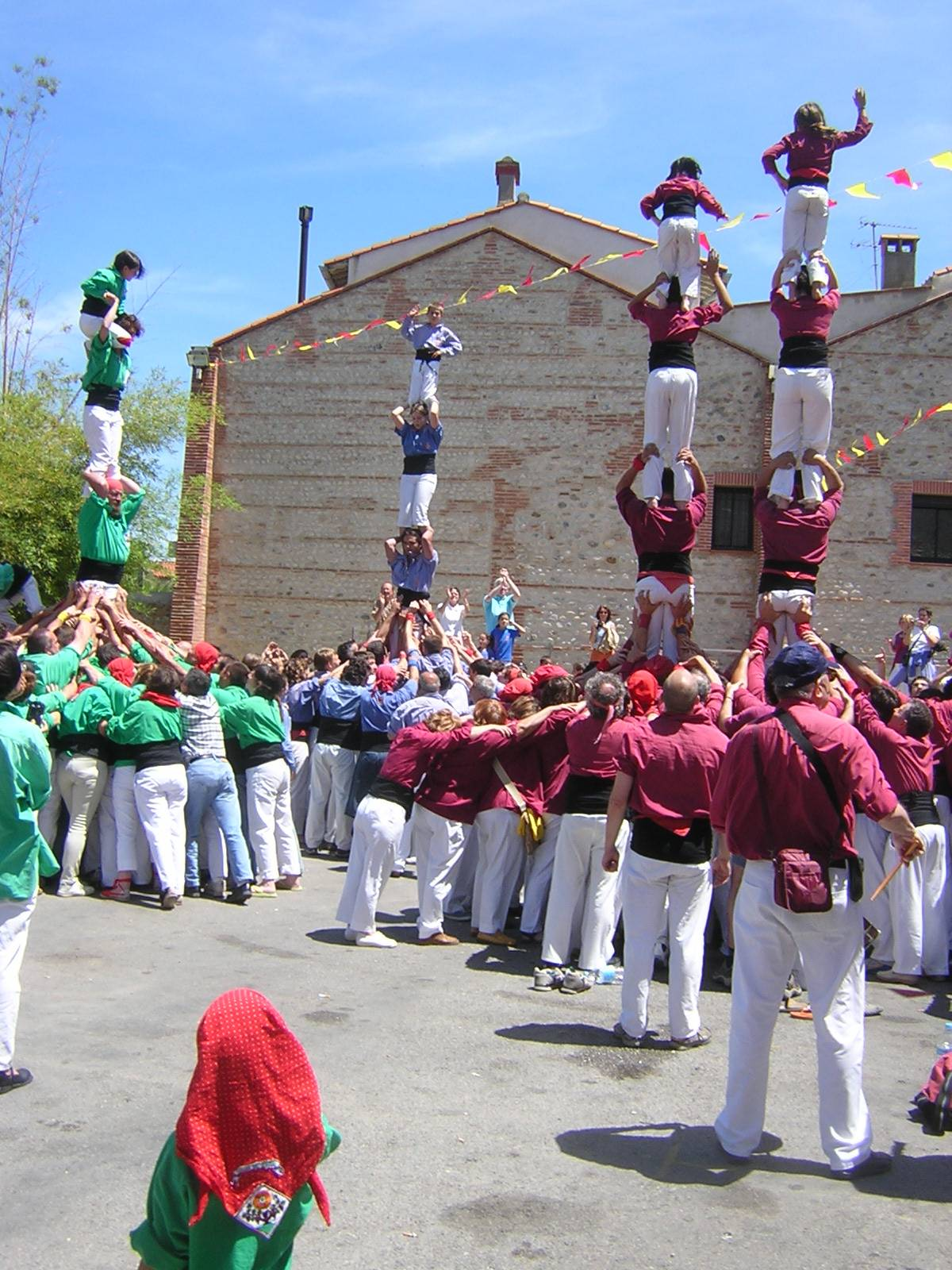
Trobada castellera a Baó, amb els Castellers del Riberal durant l'Identi'Cat del 2005

Baó, amb l'associació Aire Nou de Bao, és una de les poblacions més actives en la promoció de la cultura catalana a la Catalunya del Nord. Des del 2002, cada any s'hi celebra la Identi'Cat (trobada de la catalanitat a la Catalunya del Nord), organitzada per l'associació Aire Nou de Bao i que acull tot tipus d'activitats tradicionals i culturals d'arreu dels Països Catalans.
La població compta amb una colla castellera des de l'any 1996, els Castellers del Riberal, una de falcons, els Falcons del Riberal, i amb una colla de diables, els Diables del Riberal, amb dues seccions: la dels grans i la infantil.